# Melanargia galenides
Melanargia galenides är en fjärilsart som beskrevs av Fritz Preissecker 1910. Melanargia galenides ingår i släktet Melanargia och familjen praktfjärilar. Inga underarter finns listade i Catalogue of Life.